# 西南蝇子草
西南蝇子草（学名：[Silene delavayi] 错误：{{Lang}}：文本有斜体标记（帮助））为石竹科蝇子草属的植物，为中国的特有植物。分布在中国大陆的云南等地，生长于海拔2,300米至3,800米的地区，多生在高山草地，目前尚未由人工引种栽培。

## 别名
西南女娄菜（拉汉种子植物名称） 土桔梗（云南）

## 异名
- Melandrium delavayi (Franch.) Hand.-Mazz.